# Balatongyörök
Balatongyörök község Zala vármegyében, a Keszthelyi járásban.

## Fekvése
A Balaton északi partján, a Keszthelyi-fennsík déli szélén, Keszthely és Szigliget között fekszik.

### Megközelítése
- Közúton a lakott területén átmenő 71-es főúton érhető el.
- Két vasúti megállóhellyel (Balatongyörök és Becehegy) is rendelkezik a Balatonszentgyörgy–Tapolca–Ukk-vasútvonalon.
- Sűrű autóbuszjárat köti össze Keszthellyel és Tapolcával.
- Nyári időszakban rendszeres hajójárat indul Keszthelyre, valamint Balatonmáriafürdő, Szigliget és Badacsony érintésével Fonyódra.

## Története
A település helyén már az újkőkorszakban laktak. A rézkorból fejsze maradt fenn. A római korban kisebb telep működött a mai Szépkilátó környékén, ahol egy fürdő maradványai is láthatóak. A keleti gótok keresztény leszármazottjai a kora középkorban először római romokra építkeztek, de később a település központja nyugatra tolódott. Első írásos említése 1121-ből maradt fenn. Nevét valószínűleg Szigliget urának, II. Atyusz bánnak Gyürk nevű fiáról kapta.
A török időkben a Szent Mihály-dombon álló Meszes Györk vár védte, s ennek köszönhetően viszonylag kevés veszteség érte.
1732-ben Festetics Kristóf birtoka volt. A 18. század végére komoly településsé vált.
1903-ban elkészült a Balatongyörököt is érintő Balatonszentgyörgy–Tapolca–Ukk-vasútvonal. 1910-ben platánsort ültetett a községben II. Festetics Tasziló herceg skót származású felesége, Lady Mary Hamilton.
A falu fejlődése a két világháború között felgyorsult. Ekkor építették a  hajóállomást, a strandot, az önálló plébániát, a villasort és a Belügyminisztérium üdülőjét, a mai Kastély Szállót is. 1990-ben a település megkapta az Európafalu Prix d'Honneur tiszteletdíját.

## Címere
Álló csücskös talpú tárcsapajzs, felül domború hullámvonallal süvegezetten. A pajzs közepén a nagy pajzs formájával egyező szívpajzs, vörös mezejében lebegő ezüsthorgony. A nagy pajzs arannyal és zölddel hasított mezejében kék pajzsláb, benne jobbra úszó ezüst hal látható. Az aranymezőben leveles zöld szőlőfürt, a zöld mezőben emberarcú nap. A pajzs alatt íves fecskefarok végződésű lebegő aranyszalagon nagybetűs fekete színű „Balatongyörök” felirat, előtte és utána 3-3 díszpont.

## Közélete

### Polgármesterei
- 1990–1994: Csizmadia Ferenc (független)[3]
- 1994–1998: Csizmadia Ferenc (független)[4]
- 1998–2002: Csizmadia Ferenc (független)[5]
- 2002–2006: Kiss László Tibor (független)[6]
- 2006–2010: Kiss László Tibor (független)[7]
- 2010–2014: Biró Róbert (független)[8]
- 2014–2019: Biró Róbert (független)[9]
- 2019–2024: Biró Róbert (független)[10]
- 2024– : Bánkiné Király Zsuzsanna (független)[1]

## Népesség
A település népességének változása:
| Lakosok száma | 1021 | 1022 | 1030 | 1060 | 1195 | 1187 | 1272 | 1283 |
|               | 2013 | 2014 | 2015 | 2019 | 2021 | 2022 | 2023 | 2024 |

A 2011-es népszámlálás idején a nemzetiségi megoszlás a következő volt: magyar 91,1%, német 5,97%. A lakosok 48,9-a% római katolikusnak, 2-2% reformátusnak, ill. evangélikusnak, 7,9% felekezeten kívülinek vallotta magát (37,9% nem nyilatkozott).
2022-ben a lakosság 79,4%-a vallotta magát magyarnak, 9,6% németnek, 0,3% horvátnak, 0,3% bolgárnak, 0,2% szerbnek, 0,2% szlováknak, 0,2% örménynek, 0,1-0,1% szlovénnek, lengyelnek, görögnek és románnak, 5,8% egyéb, nem hazai nemzetiségűnek (15,3% nem nyilatkozott; a kettős identitások miatt a végösszeg nagyobb lehet 100%-nál). Vallásuk szerint 36,6% volt római katolikus, 3,3% református, 2,4% evangélikus, 0,2% görög katolikus, 0,1% izraelita, 1,1% egyéb keresztény, 0,8% egyéb katolikus, 11,7% felekezeten kívüli (43,6% nem válaszolt).

## Látnivalók
- A római katolikus templom 1831–1833 között épült. Az klasszicista stílusú épület műemlék. Kertjében sírkövek láthatók, előtte egy 1848-as kőkereszt.
- A Szépkilátó a község keleti szélén a Szigligeti-öbölre nézve hívja fel az utazó, a turista figyelmét a szép panorámára.
- Római-forrás a Szépkilátó aljában. Az 1940-es évek során feltárt kis római fürdőt látta el egykor vízzel.
- Balatongyörök szőlőhegyén, a Becehegyen régi présházak sora látható.
- A Balaton-felvidéki Nemzeti Park: a Balatongyörök és Balatonederics között több hosszabb-rövidebb körútból, 38 állomásból álló, a térség erdei élőhelyeit bemutató 8.5 km hosszú tanösvény kifejezetten a gyerekek részére készült. A tanösvény a térség ismert látogatóhelyeiről (Afrika múzeum, Szépkilátó, Balatonederics, Balatongyörök-Bélap-völgy) közelíthető meg. Az ösvény állomásain magyar és angol nyelvű ismertetőtáblákat helyeztek el.
- A volt belügyi üdülő – kastélyszálló

## Balatongyörök a magyar irodalomban

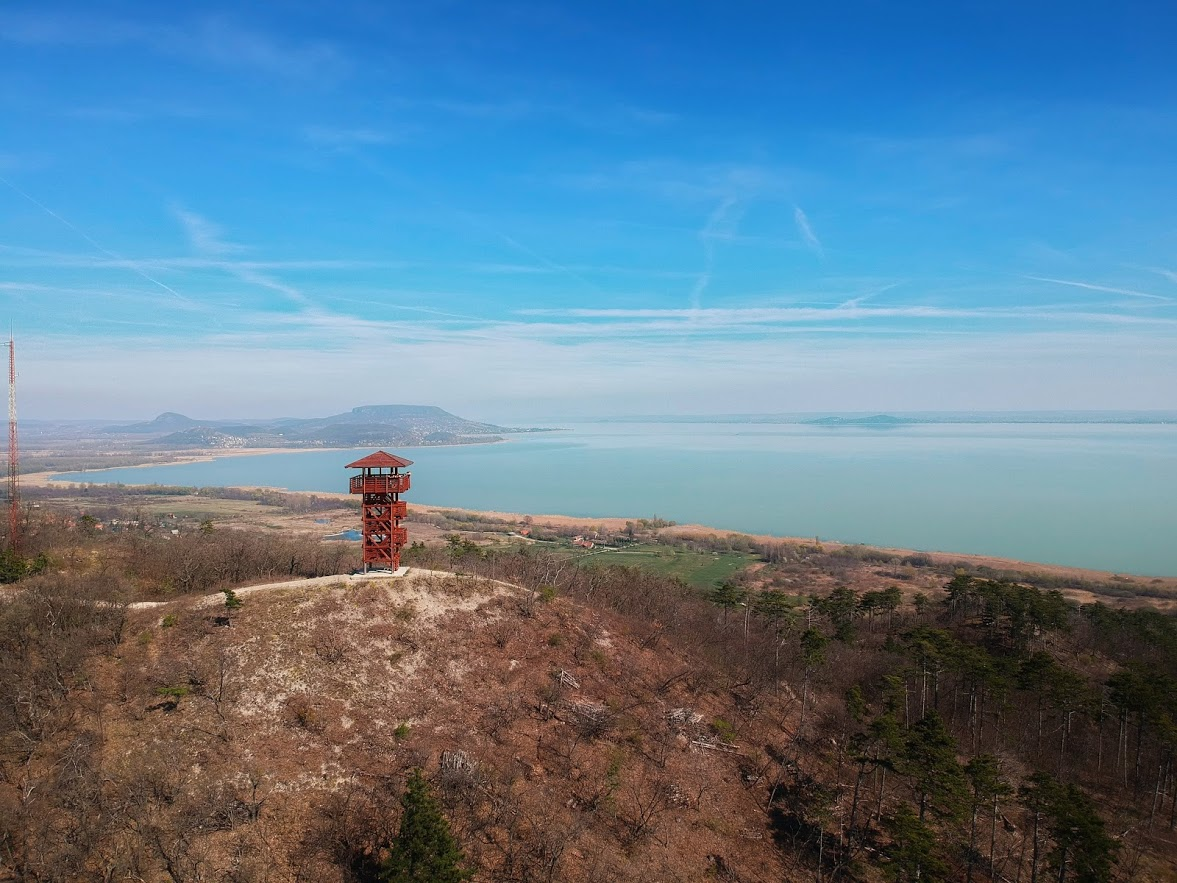
A balatongyöröki Batsányi-kilátó

Eötvös Károly írta a györöki tájról:
Mikor Meszes-Györök irányába értünk, a hol az út északra fordul, a nap már nyugodni készült. Sugarait még teljes erővel ontá az előttünk elterülő tájra, de a sugarak már sárgulni és piroslani kezdtek. S a pirosló sugarak fényénél felnyílt előttem egy tájkép, a melyhez hasonlót még lángész nem alkotott. De nem is álmodott.
Sohasem felejtem azt a pillanatot, amikor én ezt a tündérországot először megláttam.
Nekem talán nem is hiszi el a világ, talán rajongásnak, talán magyar vérmességnek tulajdonítja véleményemet. Majd megmutatja a jövő. Az a meszes-györöki fok, ahol engem megállított az ámulat, egykor s talán nemsokára a világ összes mívelt ifjainak s hölgyeinek gyülekezőpontja lesz. Csak fedezzék föl egyszer. Tisztítsátok ki Meszes-Györöknél a Balaton partját, söpörjetek el a parti vízből nádat, követ: ez lesz a Balatonnak legelső fürdőtelepe.

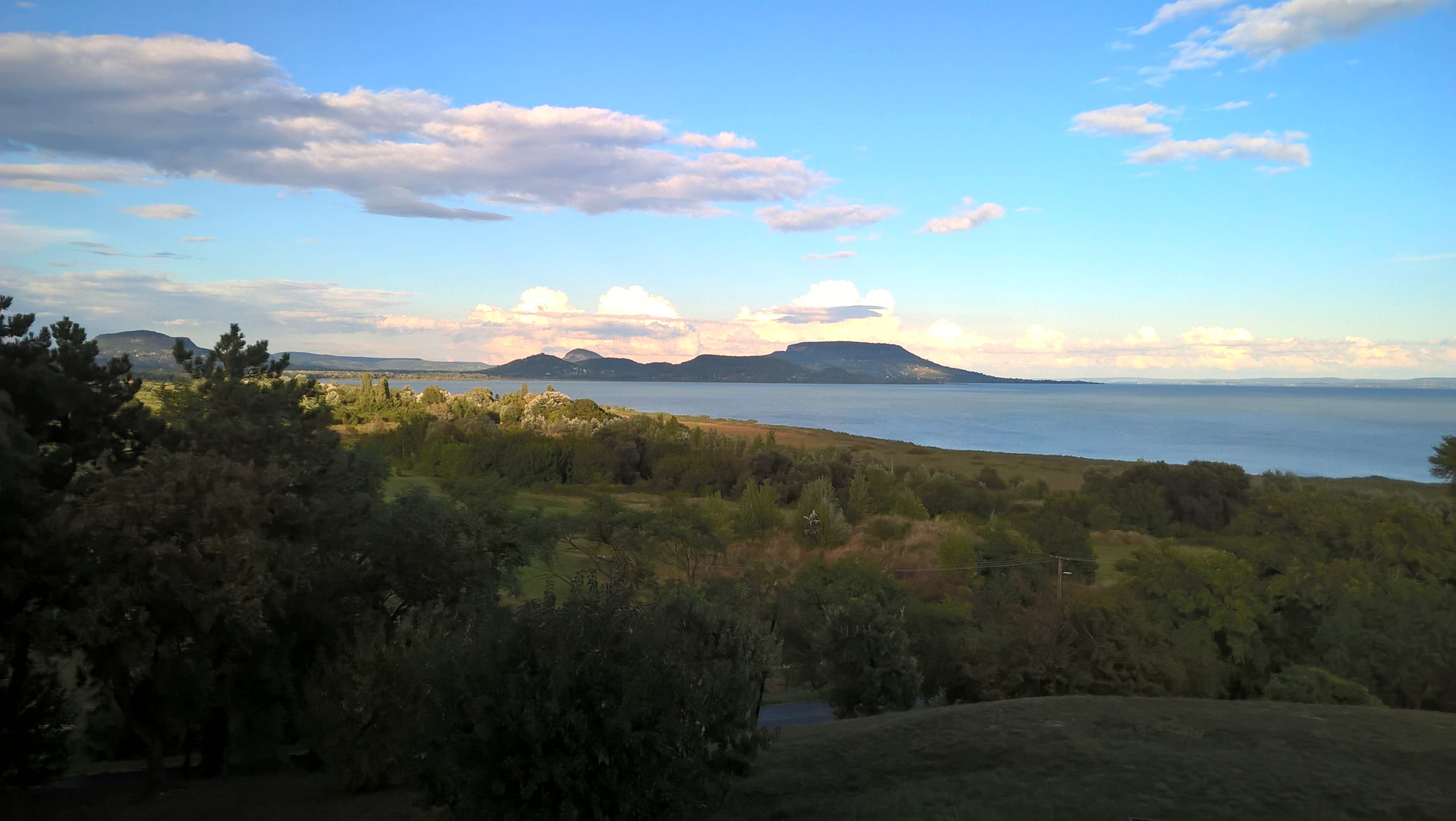
Látkép a Szépkilátóról

Nógrády László irodalomtörténész feltehetően balatongyöröki tartózkodásának hatására regényeket is írt: Balatoni kaland, Jómadarak, Egy ágrólszakadt diák élete stb.
Bertha Bulcsu író Balatoni évtizedek című szociográfiájában ismerteti Balatongyörök 1950–1955 közti világát:
A balatoni körkép Györökről a legszebb. A hegy oldalából a vízre tekintve olyan panoráma tárul elénk, ami a nápolyi öböl képével vetekszik.
Simon István fiatal költőként Balatongyörökön járt, az itt szerzett élményét versbe öntötte Györöki halászok címmel.
Takáts Gyula költő, író, műfordító 1956-ban Becehegyen vásárolt egy szőlővel borított hegyoldalt. Nyarainak nagyobbik részét itt töltve írói műhellyé tette a telkét. Takáts Gyula becei ihletésű költészete nagyon sokszínű, számtalan versben örökítette meg a táj szépségét, de írt birtokáról, pincéjéről és az ott végzett birtokkal kapcsolatos ténykedéséről is. Becén meglátogatták írók, költők, művészek, többek között: Bárány Tamás prózaíró, Laczkó András író, Fodor József és Jankovich Ferenc költő, Kenessey Jenő zeneszerző. Írásaikban megemlítik a becei táj szépségeit és Takáts Gyula borral és szőlőműveléssel kapcsolatos tevékenységét.
Moldova György 1996-ban megjelent, A Balaton elrablása című riportjában arról írt, hogyan szerzett meg és töltött fel 2000 négyzetméternyi területet a Balatonból egy nagyvállalkozó.

## Művészek Balatongyörökön
- Simándy József Kossuth-díjas operaénekes Balatongyörökön a Petőfi utcában házat, Becehegyen szőlőbirtokot vásárolt magának. A községet második otthonának tekintette. A világhírű tenorista halálának első évfordulója alkalmából Balatongyörökön Baráti Társaság alakult 1997-ben, hogy ápolják a felejthetetlen művész emlékét. Azóta minden év augusztusában Simándy József-emlékestre kerül sor.
- Martyn Ferenc festőművészt is idevonzotta a táj, a csend, a pihenés lehetősége. Nyaralója volt Balatongyörökön.
- Töreky Ferenc grafikus e vidék szülötte, Becén nőtt fel. Később Becéről a faluba költözött a családja. Otthonában műtermet alakított ki. A nyári kiállítások kiemelkedő eseménye volt az ő grafikáinak bemutatása.
- Pogány Ödön Gábor, a Szépművészeti Múzeum igazgatója Bece lakója volt. Gyakran ő nyitotta meg a györöki kiállításokat.
- Raksányi Gellért színművész, a Nemzet Színésze a nyarakat Balatongyörökön töltötte. Rendezvényeken, szezonnyitókon rendszeresen szavalt. Balatongyörök díszpolgára. Halála után a falu temetőjében helyezték végső nyugalomra.
- Csont Ferenc festőművész a második világháború éveitől haláláig Balatongyörök lakója volt.
- Mikus Gyula festőművész rendszeresen Becére járt festeni. Becei festményei közül híresek többek között a Becei mandulafák.
- Széchenyi Zsigmond a neves vadász, író, Afrika-kutató az 1950-es évek végéig lakott Balatongyörökön.
- Heitler László festő[14]
- Takáts Gyula költő, író, műfordítónak Becehegyen volt háza.
- Bertha Bulcsu írónak, a Bertha Bulcsu Művelődési Ház névadójának házában megfordult Kiss Dénes, Szakonyi Károly, Tüskés Tibor és Kertész Ákos is.
- Itt találkozott 1963-ban először Koncz Zsuzsa és Bródy János. 2023-ban emléktáblát avattak a györöki molón a találkozás 60. évfordulóján.[15]

## Díszpolgárok
- Takáts Gyula Baumgarten-díjas, József Attila-díjas, Kossuth-díjas költő, író, műfordító. (2003. április 11.)
- Raksányi Gellért Jászai Mari-díjas, érdemes és kiváló művész, a Nemzeti Színház örökös tagja, Kossuth-díjas, Obersovszky-emlékplakett tulajdonos, Petőfi Sándor Sajtószabadság-díjas, a Nemzet Színésze (2004. július 25.)
- Simándy József Kossuth-díjas operaénekes (2006. július 30.)

## Rendezvények
Az itt tartózkodó vendégeket egész évben színes programok várják, a kulturális élet rendkívül gazdag.

### Hagyományos, visszatérő rendezvények
Májustól késő őszig rendezvények (folklór, komolyzene, ifjúságnak szóló zene, térzene, bálok, borfesztivál, szüreti felvonulás, boros forgatag, búcsúk, sportversenyek, képzőművészeti kiállítások és egyéb műsorok) várják az üdülővendégeket, turistákat, érdeklődőket.
A környéken rendszeresek a júliusban kezdődő és még kora ősszel is tartó „borhetek”, a szüreti mulatságok, a borfesztiválok.
Kiemelkedő gasztronómiai esemény az évente két alkalommal megrendezésre kerülő halászléfőző-verseny.
Szeptember - Szent Mihály napi búcsú

November - Adventi játszóház gyerekeknek, adventi koszorúkötés az asszonyoknak Művelődési Ház és Könyvtár

- Adventi gyertyagyújtás: gyermekműsor, ráhangolódás az ünnepre, karácsonyi süteményekkel, forraltborral és punccsal Művelődési Ház és Könyvtár

December - Adventi Forgatag Jüngling Zoltán Közösségi Ház

- Falukarácsony Művelődési Ház és Könyvtár

## Testvértelepülések
- Gelence (Erdély — Románia)
- Piwniczna-Zdrój (Lengyelország)
- Uetze (Németország)
- Vordernberg (Ausztria)